# Susan Dougan
Dame Susan Dilys Dougan, nata Ryan (Colonarie, 3 marzo 1955), è una politica sanvincentina, governatrice generale di Saint Vincent e Grenadine dal 1º agosto 2019.

## Biografia
Nata a Colonarie, città situata nella parrocchia di Charlotte, il 3 marzo 1955, si è laureata in chimica presso l'Università di Londra e ha conseguito un master all'Università di Southampton, entrambe in Inghilterra.

### Carriera politica
Ha iniziato la sua carriera divenendo prima insegnante e poi direttrice della St. Vincent Girls High School (liceo femminile di St. Vincent). Successivamente è divenuta funzionaria pubblica, ricoprendo l'incarico di segretaria dell'istruzione nel governo del primo ministro Ralph Gonsalves dal 2004 al 2009. Dopodiché, nel 2014, è nominata vicegovernatrice.
Ha poi rappresentato in varie occasioni il suo stato all'Organizzazione degli Stati Americani, mentre nell'agosto 2019 ha prestato giuramento come governatrice generale, divenendo la prima donna ad occupare tale carica.